# Blindaje homogéneo laminado
Blindaje homogéneo laminado (del inglés: Rolled homogeneous armour, RHA) es un tipo de acero que es usado en el blindaje de vehículos.

## Composición
El acero para placas de blindaje debe ser fuerte, duro y robusto (no debe trizarse cuando es sometido a un impacto rápido y fuerte). El acero de estas características es producido a partir de bolas de acero fundido de tamaño apropiado y laminándolos en placas del grosor requerido. La laminación y forjado (golpear al acero cuando está al rojo vivo) homogeneiza la estructura granular del acero, eliminando las imperfecciones que reducirían la resistencia del acero. La laminación también elonga la estructura granular en el acero formando largas líneas, las que permiten que la tensión a la que es sometido el acero cuando está bajo carga sean dispersadas a través del metal y que no se concentren en un solo punto.
El RHA (de las siglas en inglés) es llamado blindaje homogéneo debido a que su estructura y composición es uniforme a través de su sección. Lo opuesto de una placa de acero homogéneo es una placa de acero de superficie endurecida, donde la superficie del acero tiene una composición diferente respecto del substrato. La superficie del acero, que comienza como una placa de RHA, es endurecida por un proceso de tratamiento térmico.

## Historia
Desde la invención de los tanques hasta la Segunda Guerra Mundial, el blindaje de los tanques incrementó su grosor para resistir el creciente tamaño y poder de los cañones antitanques. Un tanque con suficiente RHA podía resistir los más grandes cañones antitanques entonces en uso.
El blindaje RHA fue usado por todos los tanques durante este periodo y la medida contra la que se evaluaba la efectividad de un cañón antitanque era el groso de RHA que era capaz de perforar. Esta medida de efectividad de penetración de blindaje ha permanecido en uso debido a que es una forma general útil para comparar la efectividad de perforación de blindaje de diferentes armas antitanque. Diferentes tipos de blindaje, algunos de los cuales ni siquiera usan acero o incluso metal, se han introducido para proteger a los tanques o vehículos blindados, pero el grosor de RHA perforado es aún usado para comparar la efectividad de las diferentes armas antitanque.
El RHA fue de uso común hasta después de la Segunda Guerra Mundial cuando otros tipos de blindaje estaban siendo desarrollados. Una nueva generación de proyectiles antitanque hizo su aparición, estos no usaban un proyectil pesado, resistente y de alta velocidad, para penetrar un blindaje de acero sino que usaban una carga explosiva llamada carga hueca para romper la resistencia del acero. La fuerza, resistencia y dureza de la RHA ya no era suficiente protección contra esta amenaza.

## Actual uso de la RHA
Desde la Segunda Guerra Mundial, debido a la reducción de la efectividad contra los nuevos métodos de ataque (principalmente las cargas huecas y penetradores de energía cinética mejorados), la coraza RHA fue reemplazada por el blindaje compuesto, que incorpora espacios de aire y materiales tales como cerámicas o plásticos además del acero, y los blindajes reactivos explosivos.
Para el propósito de pruebas y calibración de cañones antitanques, el término RHAe (Rolled Homogeneous Armour equivalency, en castellano: Blindaje Homogéneo Laminado equivalente) es usado para dar un estimado ya sea de la capacidad de penetración de un proyectil o de la capacidad protectora de un tipo de blindaje que puede o no puede ser acero. Debido a las variaciones en la forma, calidad, material y desempeño caso a caso del blindaje, la utilidad del concepto RHAe al comparar diferentes desempeños es sólo aproximada.
Actualmente, la mayor parte de los vehículos blindados poseen una estructura base formada por RHA para darle una fortaleza y resistencia general contra amenazas de todo tipo. Sobre esta estructura construida con RHA se agregan los nuevos tipos de blindaje.

## Especificaciones
Para su uso actual por parte del Ejército de Estados Unidos, acero RHA es producido bajo la norma militar MIL-A 12560 por varios fabricantes. La norma más nueva es la MIL-A-46177. Esta es muy similar pero no idéntica a la norma para la aleación de acero de alta resistencia 4340 en los grados de acerro AISI, aunque las propiedades mecánicas son muy similares a esa aleación.